# Menet (princesa)
Menet (Mnt, "La constant") va ser una princesa egípcia de la dinastia XII, molt probablement durant els regnats de Senusret III i Amenemhet III. Menet tenia els títols de "Filla del Rei" i "Unida amb la Corona Blanca. Només se la coneix pel seu sarcòfag i enterrament en una tomba de galeria on hi va ser sepultada amb altres membres de la família reial. Aquesta tomba és al costat de la piràmide de Senusret III a Dashur. Per la posició de la tomba sembla probable que fos filla d'aquest rei.
Menet va ser enterrada en una cambra funerària que parteix d'un passadís. Al llarg d'aquest passadís principal hi havia diverses cambres funeràries de dames reials. Tanmateix, tots aquests enterraments ja havien estat saquejats quan van ser redescoberts en els temps moderns. Menet va ser enterrada en un sarcòfag de pedra calcària que portava una breu inscripció amb donava el seus títols i nom. En canvi, la majoria dels altres sarcòfags de les cambres funeràries veïnes no estaven inscrits.